# Monte Prevost
Il Monte Prevost è una montagna sull'Isola di Vancouver, nella Columbia Britannica, provincia del Canada. Si trova a Nord-Ovest di Duncan e ha un aspetto particolare con due promontori di roccia. In cima al promontorio più alto a Nord c'è un monumento ai caduti in guerra.

## Storia
La montagna è stata descritta nelle leggende sulla creazione della Prima Nazione Cowichan. Durante il Diluvio Universale un uomo si rifugiò in cima di Swuqus o Swukas (Prevost), mentre tutti gli altri morirono. Nell'area di Sooke, c'erano due donne, anch'esse rimaste in alto per sfuggire alle acque. Quando le acque si ritirarono, risalirono l'isola e trovarono l'uomo Cowichan solo. Queste tre persone rappresentano i progenitori della tribù Cowichan.
Il nome moderno dato al monte è un tributo al capitano James Charles Prevost, della Royal Navy, che prestò servizio a bordo della HMS Satellite e fu commissario britannico nella disputa di confine delle Isole di San Juan, conosciuta anche come la Guerra del Maiale.
La foresta divenne parte di una Municipal Forest istituita nel 1946.

## Accesso
L'accesso alla montagna è aperto durante tutto l'anno tranne nei periodi di alto rischio d'incendio. Alcune strade hanno cancelli che possono essere chiuse in determinati orari. Ci sono molti sentieri sulla montagna, ma nessuno è stato costruito o manutenuto dalla municipalità di North Cowichan. Dalla montagna, ci sono punti di osservazione con ampie vedute sulle Isole Gulf e sulla Cowichan Valley. La montagna è stata anche utilizzata come sito di lancio con il deltaplano. 
Il monte Prevost può essere raggiunto da Mt. Prevost Road provenendo da Somenos Road. La strada per la vetta è di circa 8 chilometri che si percorrono in 20 minuti.